# Picrato di ammonio
Il picrato d'ammonio (sale di ammonio dell'acido picrico), comunemente conosciuto come "esplosivo D" è un esplosivo sensibile agli urti avente formula chimica C6H6N4O7.
Di colore giallo, i suoi cristalli sono più sensibili agli urti del trinitrofenolo.
Molto usato durante la seconda guerra mondiale, il picrato di ammonio trovava impiego nel caricamento delle testate di munizioni di diametro inferiore ai 30 mm, ma anche nel caricamento di bombe a mano in sostituzione dell'acido picrico. Durante la seconda guerra mondiale è stato usato per le cariche esplosive nei proiettili perforanti della Marina statunitense (Esplosivo D) data la relativa insensibilità agli urti.

## Sintesi
Si produce per azione dell'acido picrico su soluzioni di idrossido d'ammonio secondo la reazione a seguire:
{\displaystyle {\ce {C6H3N3O7 + NH4OH -> C6H6N4O7 + H2O}}}
Il vantaggio del picrato d'ammonio sta nel fatto che è meno corrosivo dell'acido picrico nei confronti degli involucri metallici nei quali viene messo.